# James Cracknell
James Edward Cracknell, né le 5 mai 1972 à Sutton (Londres), est un athlète britannique, double champion olympique d'aviron aux Jeux olympiques d'été de 2000 à Sydney et aux Jeux olympiques d'été de 2004 à Athènes.

## Biographie
Souvent présent sur les plateaux de la télévision et à la radio, il est présentateur en compagnie de son épouse Beverley Turner.

## Distinction
- Officier de l'ordre de l'Empire britannique en 2004, pour « services rendus au sport ».